# Gabinus
Gabinus († um 130? in Porto Torres auf Sardinien) war ein christlicher Märtyrer und Heiliger.
Gabinus und sein Begleiter Crispulus sollen durch das Leiden des Antiochus von Sulci, der um 110 auf der Insel Sulci vor der Küste Sardiniens das Martyrium erlitt, zum christlichen Glauben bekehrt worden sein. Sie selbst seien in Porto Torres (lat.: Turris) unter Kaiser Hadrian wegen ihres Glaubens hingerichtet worden. Zu dieser Zeit sei auch das Martyrium des Crescentianus von Sassari auf Sardinien erfolgt. Gabinus gilt als Vater der Susanna von Rom, die allerdings erst über ein Jahrhundert nach Hadrian gelebt haben soll.
Im 8. Jahrhundert erfolgte die Überführung der Gebeine des Gabinus durch Papst Gregor III. nach Rom, wo sie in der Petersbasilika bestattet wurden. Gedenktag des Gabinus wie des Crispulus ist der 30. Mai. Beide werden auf Sardinien als Schutzpatrone verehrt.